# James Lamberton
James Lamberton (9 tháng 2 năm 1877-1929) là một cầu thủ bóng đá người Anh thi đấu ở Football League cho Bristol City, Bury và Clapton Orient.